# Halfacultuur
De Halfacultuur is een epipaleolithische cultuur in de Nijlvallei van Egypte en Soedan, gedateerd tussen 20.000 en 14.000 v.Chr. Ze is vernoemd naar vondsten bij Wadi Halfa in Noord-Soedan.
De Halfacultuur volgde op de laat-paleolithische Khormusancultuur. In veel opzichten wordt de cultuur beschouwd als de voorloper van het Ibéromaurusien in Noord-Afrika. Omdat de vroegste Ibéromaurusien-vondsten van voor 21.000 v.Chr. gedateerd zijn lijken beide echter van een gemeenschappelijke voorganger afgeleid te zijn.
Men leefde van de jacht op grote grazers en visserij. Grote concentraties van artefacten tonen dat men niet slechts rondtrok, maar zich voor langere periodes vestigde op de meest geschikte woonplaatsen van waaruit men korte tochten naar seizoensgebonden locaties ondernam.
De belangrijkste materiale overblijfselen van de Halfacultuur zijn stenen werktuigen en een veelheid aan rotstekeningen.
De cultuur wordt gekenmerkt door drie belangrijke industrieën: Halfa-afslagen, micro-afslagen met stompe rug en microklingen met stompe rug. De Halfa-kernsteen toont aanzetten in de richting van een klingenindustrie. De kernsteentechniek is echter nog zeer onderontwikkeld en willekeurig. Het toont echter een aantal eigenschappen die naar meer gerichte en effectieve kerntypes zou kunnen leiden. 
Levalloiskernen zijn aanwezig, maar slecht gevormd en zonder de aandacht van de Halfakernen.
De cultuur wordt opgevolgd door het Sebilian en de Qadancultuur.